# Негрон (туннель)
Туннель Негрон (исп. Túnel del Negrón) — автомобильный туннель, соединяющий провинции Астурия и Леон на севере Испании. Имеет длину 4 144 м, максимальная отметка высоты — 1229 м. Это шестой по длине туннель в Испании.
Туннель находится на платной автомагистрали AP-66, которая является частью трассы Autovía A-66, одной из самых длинных автомагистралей в Испании. Туннель обеспечивает альтернативный маршрут к Пуэрто-де-Пахарес, горному перевалу, который считается опасным для автомобилистов.

## История
История туннеля Негрон началась в 1960-е годы, когда начали проводить ряд предварительных изысканий в попытке найти альтернативный и более современный маршрут, чем трасса N-630, чтобы соединить Астурию с внутренними частями страны.
В бюджете изначально было заложено 19,5 млн песет, но стоимость выросла до 70 млн из-за нескольких неожиданных проблем с рельефом. Когда, в июне 1976 года, начались работы, на которых в течение многих лет работало до 1300 человек, эта новость была воспринята астурийским обществом с большим энтузиазмом. Первая из двух спроектированных полос туннеля была открыта в 1983 году и временно работала как дорога с односторонним движением.
Работы закончились в 1997 году, и уже в июне 1997 года была открыта вторая полоса, длина которой составляла 4 144 метра, а стоимость — 7,443 миллиона песет.
С момента своего открытия AP-66 является основным связующим звеном между Астурией и Леоном. Ежедневно через него проезжает более восьми тысяч автомобилей.